# ماسیمیلیانو روسولینو
ماسیمیلیانو روسولینو (به انگلیسی: Massimiliano Rosolino) (زادهٔ ۱۱ ژوئیهٔ ۱۹۷۸) شناگر اهل ایتالیا بود.